# Aguada de Pasajeros
Aguada de Pasajeros è un comune di Cuba, situato nella provincia di Cienfuegos.